# Shiny Beast (Bat Chain Puller)
Shiny Beast (Bat Chain Puller) ist das 10. Studio-Album des US-amerikanischen Autors, Malers und Sängers experimenteller Rock- und Bluesmusik Captain Beefheart und seiner Magic Band. Das Album erschien im Jahr 1978. Nach den kaum zur Notiz genommenen Alben Unconditionally Guaranteed und Bluejeans & Moonbeams folgte nach einer Schaffenspause mit Shiny Beast (Bat Chain Puller) der Durchbruch für Beefheart. Die Kritik reagierte überschwänglich. Insbesondere das Stück „Owed t’Alex“ wurde dabei hervorgehoben.

## Hintergründe
Das Album wurde ursprünglich 1976 für DiscReet Records aufgenommen. Es wurde von Frank Zappa produziert und sollte unter dem Titel Bat Chain Puller erscheinen. Aufgrund von Rechtsstreitigkeiten zwischen Zappa und dessen damaligen Manager Herb Cohen, der mit Zappa DiscReet Records gegründet hatte, wurde die Veröffentlichung allerdings gestoppt und die Masterbänder von Zappa unter Verschluss genommen. Die für das Album vorgesehenen Titel „Harry Irene“, „The Floppy Boot Stomp“, „Owed t’Alex“ und das Gedicht „Apes-Ma“ waren als Tape allerdings schon an Virgin Records und an Musikjournalisten verschickt worden. Diverse Bootlegs enthielten die Titel unter Plattennamen wie The Original Bat Chain Puller + Paris 1972, Original 1976 Shiny Beast Version, Bat Chain Puller – The 1976 Sessions, and Dust Sucker. 1978 spielte Beefheart das Album für Warner Bros. Records mit neuer musikalischer Besetzung komplett neu ein, diesmal ohne die Beteiligung von Frank Zappa und Herb Cohen.

## Titelliste
Alle Titel wurden von Captain Beefheart geschrieben, mit Ausnahme des 8. Titels, bei dem Herb Bermann behilflich war.
Seite Eins
1. „The Floppy Boot Stomp“ – 3:51
2. „Tropical Hot Dog Night“ – 4:48
3. „Ice Rose“ – 3:37
4. „Harry Irene“ – 3:42
5. „You Know You’re a Man“ – 3:14
6. „Bat Chain Puller“ – 5:27

Seite Zwei
1. „When I See Mommy I Feel Like a Mummy“ – 5:03
2. „Owed t’Alex“ (Van Vliet, Herb Bermann) – 4:06
3. „Candle Mambo“ – 3:24
4. „Love Lies“ – 5:03
5. „Suction Prints“ – 4:25
6. „Apes-Ma“ – 0:40

## Musiker
- Don Van Vliet (Captain Beefheart) - Gesang, Mundharmonika, Sopransaxophon, Whistling
- Jeff Moris Tepper - Slide-Gitarre, Gitarre, spell guitar
- Bruce Lambourne Fowler - Posaune, Bassgitarre
- Eric Drew Feldman - Synthesizer, Rhodes Piano, Flügel, Bass
- Richard Redus - Slide-Gitarre, Bottleneck-Gitarre, Gitarre, Akkordeon, Fretless Bass
- Robert Arthur Williams - Schlagzeug, percussion
- Art Tripp III - Marimba, additional percussion

## Bat Chain Puller
Am 22. Februar 2012 veröffentlichte der Zappa Family Trust auf seinem eigenen Label Vaulternative Records die ursprünglichen Aufnahmen von 1976 mit dem Titel Bat Chain Puller. Abgemischt wurde dieses Album von John French.

## Titelliste
1. Bat Chain Puller - 5:07
2. Seam Crooked Sam - 3:09
3. Harry Irene - 3:25
4. 81 Poop Hatch - 2:35
5. Flavor Bud Living - 1:49
6. Brick Bats - 4:27
7. Floppy Boot Stomp - 3:57
8. Chariot (Ah Carrot Is As Close As Ah Rabbit Gets To Ah Diamond) - 1:37
9. Owed T' Alex - 3:19
10. Odd Jobs - 5:14
11. Human Totem Pole (The 1000th And 10th Day Of The Human Totem Pole) - 5:49
12. Apes-Ma - 0:44
13. Bat Chain Puller (alternate Mix) - 5:05 (bonus track)
14. Candle Mambo - 3:25 (bonus track)
15. Hobo-Ism - 8:18 (bonus track)